# Lepisorus balteiformis
Lepisorus balteiformis är en stensöteväxtart som först beskrevs av Guido Georg Wilhelm Brause och som fick sitt nu gällande namn av Peter Hans Hovenkamp.
Lepisorus balteiformis ingår i släktet Lepisorus och familjen Polypodiaceae. Inga underarter finns listade i Catalogue of Life.